# Acrolophus pallidus
Acrolophus pallidus är en fjärilsart som beskrevs av Heinrich Benno Möschler 1881. Acrolophus pallidus ingår i släktet Acrolophus och familjen Acrolophidae. Inga underarter finns listade i Catalogue of Life.